# Nikiforos Diamandouros

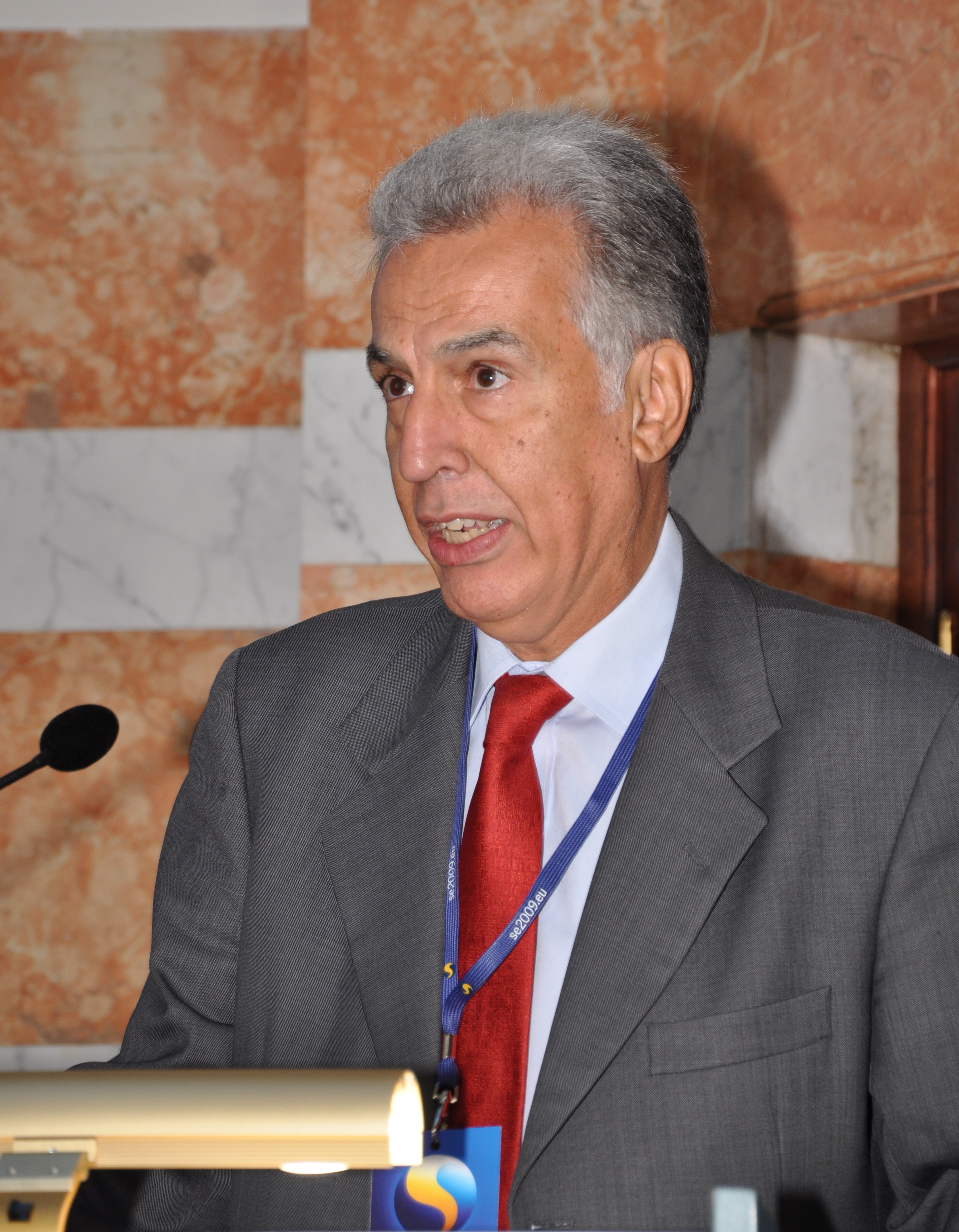
Nikiforos Diamandouros

Nikiforos P. Diamandouros (en griego: Νικηφόρος Π. Διαμαντούρος) (n. Atenas, 25 de junio de 1942) es un académico griego. Fue Defensor del Pueblo Europeo de 2003 a 2013.
Diamandouros fue Presidente de la Asociación griega de ciencias políticas de 1992 a 1998. De 1985 a 1988, fue el presidente de la "Asociación de Estudios Modernos" griegos en los Estados Unidos. Ha escrito sobre la política e historia de Grecia, así como también sobre la relación entre la cultura y la política, la democratización y la construcción de la nación y el Estado.
- Datos: Q725513
- Multimedia: Nikiforos Diamandouros / Q725513

- Wikimedia Commons alberga una categoría multimedia sobre Nikiforos Diamandouros.